# Hartmut Andryczuk

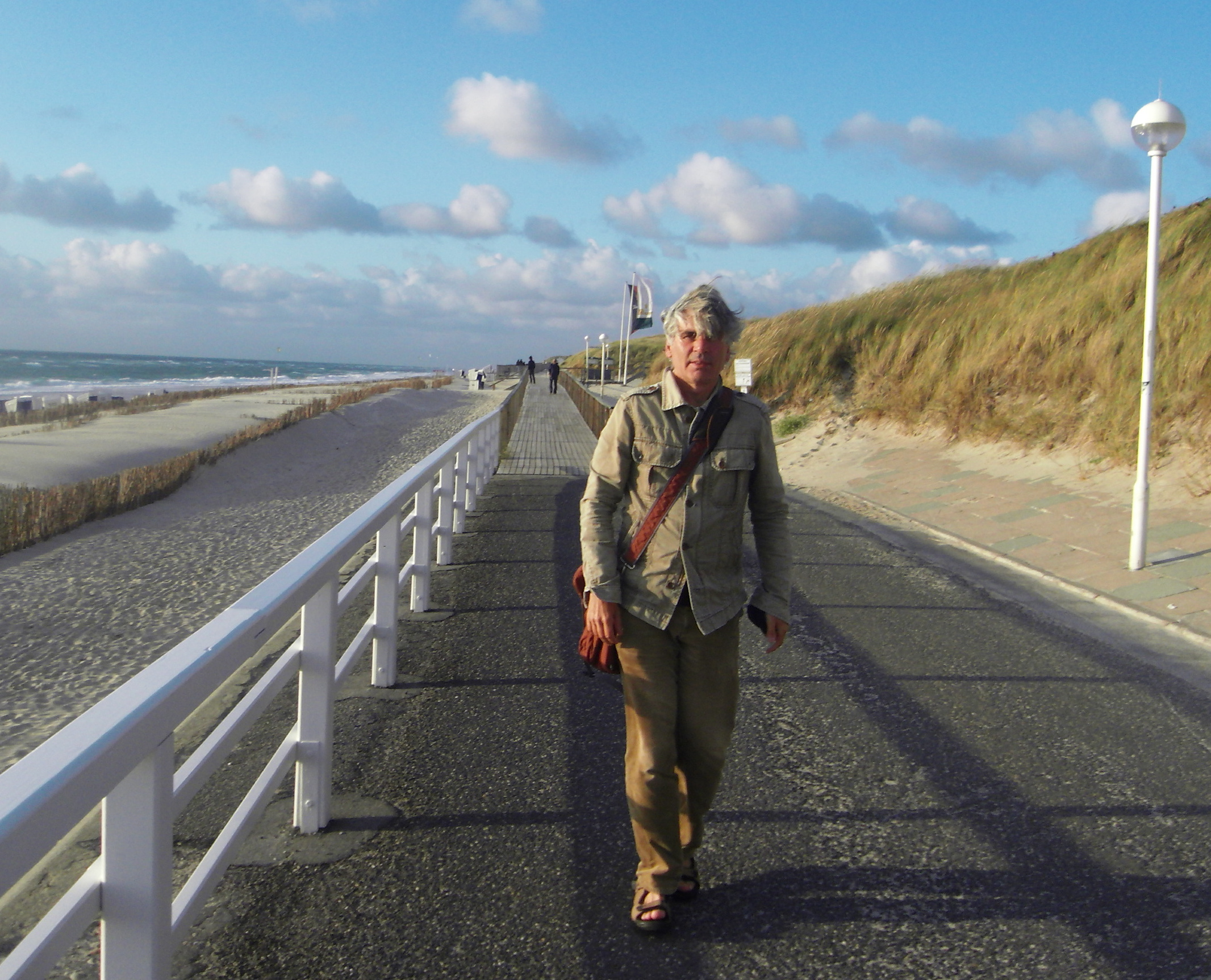
Hartmut Andryczuk, 2009

Hartmut Andryczuk (* 3. November 1957 in Barsinghausen/Deister) ist ein deutscher Künstler, Autor und Verleger.

## Leben
Erste Auftritte und literarische Performances hatte Andryczuk mit der Gruppe Solypse – Charmante Schamanen. Herausgabe der Solypse-Prospekte. Mitte der 1980er Jahre war er an Chanskaja stawka, einer Hommage an den russischen Futuristen Welimir Chlebnikow, beteiligt. Ende der 1980er Jahre gab Andryczuk die Zeitschrift teraz mowie – Hefte für experimentelle Literatur und Kunst mit über 100 Teilnehmern in diesem Bereich heraus. 1993 gründete er den Hybriden-Verlag, der sich zu einem internationalen Forum für zeitgenössische Künstlerbücher entwickelte. Kontinuierliche Zusammenarbeit erfolgte mit Wolfgang Müller/Die Tödliche Doris, Hartmut Geerken, Pierre Garnier, Freddy Flores Knistoff, Michael Lentz, Ulrich Woelk, Jaap Blonk, Herman de Vries und anderen.
Andryczuk organisiert Ausstellungen (unter anderem im Bereich Kunst und Garten) oder tritt als Veranstalter in Erscheinung (“Elektronikengels Botschaft – Ein Treffen von Medienarbeitern- und interessierten, Autoren, Künstlern, Musikern, Filmemachern, Geeks, Nerds und Artverwandten”). Seit 2013 Sendungen unter „Elektronikengels Botschaft“ bei reboot.fm, dem freien Künstlerradio aus Berlin. Zusammenarbeit u. a. mit dem Kunstraum Sylt-Quelle und Herausgabe der originalgrafischen Zeitschrift „Vokabelkrieger“. Seit 2004 gibt er die Medienedition „mimas atlas“ (Musik, Soundpoesie, Hörspiel, Mixed Media) in limitierter Auflage heraus.

## Buchpublikationen u.a.
- 1989: Androgynyssee
- 1994: Monologe nach dem Neolithikum
- 1995: Visuelle Poesie aus den USA, Hrsg.
- 1995: Eine ethnische Säuberung aller Schneemänner
- 1996: GHOSTS OF COMPUTERGAMES
- 1998: Chimären
- 1999: Poetische Landschaften, mit Pierre Garnier
- 2003: Elektronikengel (County Mayo)
- 2007: Hartmut Andryczuk – upgrade 2007
- 2007: AVATARE
- 2010: WESTERLAND OFFLINE
- 2010: BAUPLAN TEILCHENZOO
- 2012: Virulent – Aufrühren in Wort und Bezeichnung: Hartmut Andryczuk, Klingspor-Museum, Offenbach am Main
- 2012: Kniphofia obscura, Rudolstadt
- 2015: DER FREIZEIT-SCHAMANE, Achill-Island
- 2016: 52 masterpieces, Luna Besonnte Product, Columbus
- 2018: Crossbreeding. Hybriden-Verlag. LS Collection Van Abbemuseum, Eindhoven
- 2019: CHROMOSOM XY. Männerkunst – Herrenkunst (Hg. Wolfgang Müller und An Paenhuysen), Verbrecher-Verlag, Berlin
- 2022: COVUKRAIN, Redfoxpress (Achill Islands)

## Filme
- 2005: Videodiarium 2004 (365 Tage in 45 Minuten)
- 2007: Djinn der Nordsee – Kurzfilme & Dokumentationen mit Wolfgang Müller, Michael Lentz, Wolfram Spyra, Valeri Scherstjanoi
- 2010: RITUAL WORT (mit Ulrich Woelk, Ulrike Draesner, Hadayatullah Hübsch, Tilmann Lehnert, Namosh, Hartmut Geerken u. v. a. m.)
- 2013: Wolfgang Müller, Plasmabrocken – Die Kunst der Zukunft

## Radio
- 2008: Séance Vocibus Avium (mit Annette Humpe, Khan, Max Müller u. v. a. m.) Konzept: Wolfgang Müller[3]
- 2012: Gesprächszeit, Silke Behl & Hartmut Andryczuk, Nordwestradio
- 2012: Die Norm, Wolfgang Müller & Hartmut Andryczuk, reboot.fm